# Schlierbach (Szwajcaria)
Schlierbach – miejscowość i gmina w środkowej Szwajcarii, w kantonie Lucerna, w okręgu Sursee.

## Demografia
W Schlierbach mieszkają 933 osoby. W 2021 roku 7,9% populacji gminy stanowiły osoby urodzone poza Szwajcarią. 